# Ruxandra Gref
Ruxandra Gref est une chimiste française et directrice de recherche au Centre national de la recherche scientifique. Ses recherches portent notamment sur les nouveaux systèmes d'administration de médicaments pour combattre les bactéries résistantes aux antibiotiques.

## Biographie

### Études
Ruxandra Gref effectue une classe préparatoire scientifique et un master de sciences à l'université Paris-Sud la même année. Elle entre ensuite à l'école nationale supérieure des industries chimiques de Nancy (ENSIC). Après son diplôme d'ingénieure, elle soutient une thèse en 1989 sur le fractionnement par pervaporation de mélanges liquides hydro-organiques partiellement miscibles et la mise en évidence du rôle de la structure cristalline des membranes denses sur leurs propriétés de transport sous la direction du Pr Jean Néel. Après son doctorat, elle effectue un stage postdoctoral au Massachusetts Institute of Technology (MIT) à Cambridge dans l'équipe du Pr Robert S. Langer.

### Carrière
En 1992, elle rentre en France et intègre le laboratoire de Chimie Physique Macromoléculaire de l'ENSIC. Actuellement, elle travaille à l'Institut de Sciences Moléculaires d'Orsay (ISMO) à l'Université Paris-Sud. Dans les années 2000, elle rejoint l'équipe du projet CYCLON qui utilise des cyclodextrines, des molécules qui enferment des médicaments. Les recherches de cette équipe visent à améliorer le traitement de certaines maladies telles que le cancer. Elle rejoint ensuite l'équipe du projet Cyclon Hit dont elle devient la coordinatrice. Ce projet vise à lutter contre les bactéries résistantes aux antibiotiques,.

## Honneurs et récompenses
- 2018 : Prix spécial du jury des Étoiles de l’Europe[3],[4]

- 2019 : Médaille d’argent du CNRS[5]

- 2020 : prix Seqens de l'Académie des sciences[6]